# Rametzhofen
Rametzhofen ist eine Ortschaft in der Katastralgemeinde und Marktgemeinde Bischofstetten, Niederösterreich.

## Geografie
Die Rotte Rametzhofen liegt zwei Kilometer nordöstlich von Bischofstetten unweit der Manker Straße (B29), an der Landstraße L5297. Am 1. Jänner 2024 gab es in der Ortschaft 34 Einwohner.

## Geschichte
Im Franziszeischen Kataster von 1821 ist Rametzhofen mit einigen landwirtschaftlichen Anwesen verzeichnet.